# أورنيلا فانوني
أورنيلا فانوني (Ornella Vanoni) (ميلانو، 22 سبتمبر 1934) مغنية إيطالية . من بين الأشهر والأهم في الموسيقى الإيطالية، نجحت بمسيرتها الفنية الطويلة والحافلة في تحاربها لمختلف أنواع الفن، من موسيقى الجاز إلى بوسا نوفا ، متحصلة على شعبية عالية بفضل صوتها الذي يتعرف بسهولة.

## روابط خارجية
- أورنيلا فانوني على موقع IMDb (الإنجليزية)
- أورنيلا فانوني على موقع ميوزك برينز (الإنجليزية)
- أورنيلا فانوني على موقع قاعدة بيانات برودواي على الإنترنت (الإنجليزية)
- أورنيلا فانوني على موقع أول ميوزيك (الإنجليزية)
- أورنيلا فانوني على موقع ديسكوغز (الإنجليزية)
- أورنيلا فانوني على موقع قاعدة بيانات الفيلم (الإنجليزية)